# VH2
VH2 fue un canal de televisión musical británico, señal hermana de VH1 en el Reino Unido. Se lanzó en 2003 y lentamente se convirtió en un canal de temática indie rock, dirigido principalmente a hombres de 25 a 34 años. Mostraba principalmente videos musicales, aunque también transmitía documentales sobre los artistas que emitía VH2.
VH2 también tuvo muchos programas en forma de top, incluido el fin de semana "Indie 500", que incluyó las 500 mejores canciones indie con canciones de artistas como The Stone Roses, Pixies, Oasis, Dinosaur Jr, The Cure, The Strokes, Blur y Radiohead. El ganador de Indie 500 fue «There Is a Light That Never Goes Out» de The Smiths, mientras que «I Wanna Be Adored» de The Stone Roses ocupó el segundo lugar (aunque en una versión simplificada del recuento en donde solo estaban los 50 primeros, las dos canciones habían cambiado de lugar)
Debido a las nuevas regulaciones de ringtones en el Reino Unido, VH2 cerró a las 6 de la mañana del 1 de agosto de 2006 y fue reemplazado por MTV Flux. Sus últimos días emitió identidades más antiguas del antiguo MTV.